# Grammichele
Grammichele is een gemeente in de Italiaanse provincie Catania (regio Sicilië) en telt 13.225 inwoners (31-12-2004). De oppervlakte bedraagt 30,9 km2, de bevolkingsdichtheid is 428 inwoners per km2.
Het centrum van Grammichele heeft een uniek zeshoekig stratenpatroon rond het centrale plein dat ook een regelmatige zeshoek is. De hoofdstraten (Corso Cavour, Corso Roma en Corso Vittorio Emanuele) lopen loodrecht op de zijden van deze zeshoek.
|  |

## Demografie
Grammichele telt ongeveer 5694 huishoudens. Het aantal inwoners daalde in de periode 1991-2001 met 1,6% volgens cijfers uit de tienjaarlijkse volkstellingen van ISTAT.
| Jaar | Inwoneraantal |
| ---- | ------------- |
| 1991 | 13.609        |
| 2001 | 13.395        |

## Geografie
De gemeente ligt op ongeveer 520 m boven zeeniveau.
Grammichele grenst aan de volgende gemeenten: Caltagirone, Licodia Eubea, Mineo.

## Geboren
- Francesco Gargano (1889-1958), schermer. Hij was de eerste Siciliaan die een gouden Olympische medaille won.
- Giuseppe Bartolozzi (1905-1982), wiskundige